# Lüssow (Mecklenburg)
Lüssow település Németországban, Mecklenburg-Elő-Pomeránia tartományban. Lakosainak száma 991 fő (2023. december 31.).

## Népesség
A település népességének változása:
| Lakosok száma | 939  | 904  | 929  | 960  | 986  | 991  |
|               | 2014 | 2017 | 2019 | 2021 | 2022 | 2023 |